# Claude Picques
Claude Picques, ou de Picques est un relieur français de la Renaissance, actif entre le 26 février 1539 et le 7 août 1574. En 1555, il devient le troisième titulaire de l'office de « relieur du roi » après la mort de son prédécesseur Gomar Estienne. 

## Biographie
Claude Picques apparaît comme la figure emblématique de la reliure à Paris entre les années 1540 et 1580, exerçant pour le roi Henri II. Il est aussi l'un des relieurs attitrés du bibliophile Thomas Mahieu. 
Claude Picques est associé aux premiers décors de petits fers annonciateurs des reliures « à la fanfare », exécutées à partir des années 1560.